# Línia internacional de càrrega

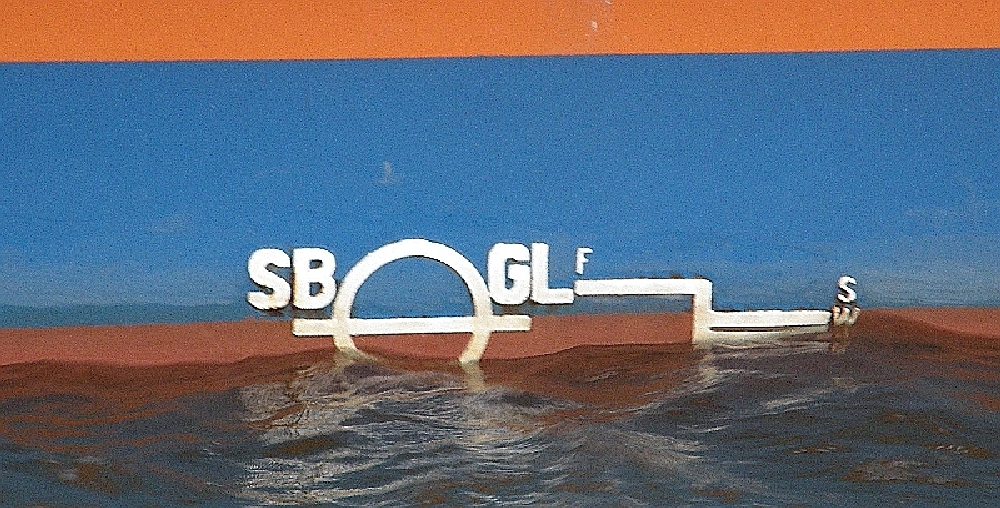
Figura 1

Referida als vaixells mercants, la Línia internacional de càrrega (també anomenada línia Plimsoll o marca de francbord) és un conjunt de símbols que, pintats o soldats al costat del buc, defineixen el calat màxim autoritzat en funció de diverses variables (tipus de vaixell, tipus de càrrega, tipus d’aigua- dolça o salada-, temporada de navegació, àrea de navegació).
Limitar la càrrega màxima d’un vaixell és una mesura bàsica de seguretat, tan per als tripulants com per a les mercaderies. La línia internacional de càrrega facilita el compliment de l'objectiu indicat.

## Història
La llei sobre línies de càrrega (The International Convention on Load Lines ,CLL,) fou aprovada el 5 d’abril de 1966. A Londres. Posteriorment fou revisada els anys 1988 i 2003.

### Símbol

Figura 2

El símbol consta de dos senyals: el cercle Plimsoll i l'escala de calats.
- El cercle Pilmsoll (vegeu figura 2) ha de tenir 300 mm de diàmetre i 25 mm de gruix. La línia horitzontal ha de mesurar 450 mm de llarg i 25 mm de gruix. La vora superior de la ratlla horitzontal ha de coincidir amb el centre del cercle. A banda i banda del cercle i pel damunt de la ratlla horitzontal hi ha dues lletres que indiquen l'entitat responsable de la classificació del vaixell.
- L'escala de calats és una línia vertical amb traços horitzontals a una i altra banda. Cada traç està identificat amb una o més lletres que indiquen el calat corresponent.

#### Escala de calats

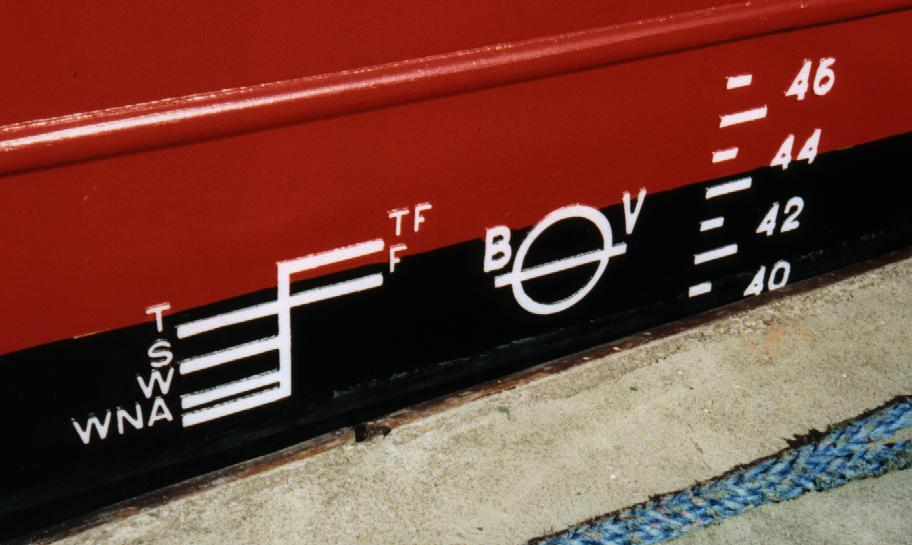

Les lletres de l'escala de calats indiquen les condicions de navegació:
- TF Tropical Fresh (aigua dolça tropical)
- F Fresh (aigua dolça, en general)
- T Tropical salt (aigua salada en zona tropical)
- S Summer (aigua de mar a l'estiu)
- W Winter (aigua del mar a l’hivern)
- WNA Winter North Atlantic (aigua de mar a l’Atlàntic Nord)

### Entitats responsables
A banda i banda del cercle, per damunt de la ratlla horitzontal, hi figuren les sigles de l'entitat responsable de la classificació del vaixell. Vegeu les sigles en la taula següent.
| País       | Entitat                               | Sigles |
| ---------- | ------------------------------------- | ------ |
| França     | Bureau Veritas                        | BV     |
| Regne Unit | Lloyd's Register                      | LR     |
| Alemanya   | Germanischer Lloyd                    | GL     |
| Noruega    | Det Norske Veritas                    | NV     |
| USA        | American Bureau of Shipping           | AB     |
| Itàlia     | Registro Italiano Navale              | RI     |
| India      | Indian Register of Shipping           | IR     |
| Japó       | Nippon Kaiji Kyokai                   | NK     |
| Rússia     | Russian Maritime Register of Shipping | RS     |

## Antecedents medievals
La capacitat de càrrega dels vaixells mercants estava limitada per unes normes precises que calia respectar. Hi havia unes marques a l'exterior del buc, a cada costat, que indicaven la línia de flotació i el calat màxim que no es podia superar. Els inspectors responsables podien comprovar, amb facilitat, el nivell real de càrrega d’una nau.
Segons el territori hi havia marques diferents.
- A Venècia la marca era una creu ("crux" en venecià). De fet hi havia dues creus situades verticalment, una sobre l'altra.[2]
- A Catalunya la marca quedava definida pel contoval. La filada de taulons del contoval. El nivell de l’aigua no podia passar de la meitat del contoval.
- A Càller la marca era un cercle (“anella” en el document original). Potser pintat o indicat per múltiples claus de coure clavats al folre del buc.[3]

### Terminologia
Malgrat que pugui semblar un tema senzill, els detalls de les diferents marques de càrrega medievals són difícils de resumir. Els termes associats són els següents: anella, broca, crux, ferro, ferrari, ferramentum, ferrum, ... I fan referència a la marca, a la seva designació (directa o indirecta) i als operaris que efectuaven l’operació de marcatge. L'erudit francès Auguste Jal va publicar estudis extensos sobre la qüestió. (Vegeu referències).

## Documents

### Estatut de Venècia de 1255
| «                                         | Patroni...non possent...neque etiam poni permittent aliquid super Crucem, quod possit facere aliquod impedimentum ad rectam mensuracionem faciendam illius navis. | » |
| — Estatut de Venècia de 1255. Capítol 49. | |   |

### Ordinacions de Barcelona, per Jaume I (1258)
- Transcripció d'Antoni de Capmany

V. Item : Ordinamus quòd aliqua barcha de viagio non carriget, nec mittat aliquas merces de vivo en sus, & si carricabit de mercibus de penso non audeat carricare nisi quousque ad mediam tabulam de contoval & quòd dominus ipsius barchae ducat ipsam barcham amarinatam & apparatum, sicut erit comprehensum inter ipsum dominum & mercatores de quibus erunt ipsae merces; & si dicti mercatores timebunt se pignorari in aliquo loco, dominus ipsius barchae non intret neque se divertat cum dicta barcha in dicto loco suspecto pignorandi sine voluntate dictorum mercatorum. Praeterea unaquaeque barcha teneatur defferre duas ballistas cum suis apparamentis, & centum tractas & duos clypeos ; & quilibet marinarius teneatur defferre unam lanceam, & unum ensem, vel penatum. Et si praedicti domini barcharum praedicta infringerint, sustineant poenam decem solidorum.
- Traducció al castellà d'Antoni de Capmany

Mandamos: que ninguna barca de viage cargue ni meta mercaderías algunas más arriba del vivo: y si cargare géneros de peso, no pueda cargar sino hasta la tabla media de cantoval y que su patrón lleve el buque marinado y aparejado, conforme á lo convenido entre él y los mercaderes cuyos fueren los generos. Y si dichos mercaderes temiesen embargo en algun lugar, el patron de la barca no entrará alli; ni se entretendrá con ella en el referido parage sospechoso de embargo, sin voluntad de dichos mercaderes. Además, cada barca deberá llevar dos ballestas con sus aparejos, cien dardos,y dos paveses, y cada marinero una lanza y una espada ó sable. Y si los dichos patrones de barcas quebrantaren
las referidas cosas, sufrirán la multa de diez sueldos.

### Norma de Càller de 1319
| «                           | ... E in dicta naue o legno ponere l’Anella al saluamento del carico ... | » |
| — Dret marítim de Sardenya. |                                                                          |   |